# Albania independiente
Albania independiente (en albanés: Shqipëria e Pavarur) fue un estado parlamentario declarado en Vlorë (en ese momento parte del Imperio otomano) el 28 de noviembre de 1912 durante la primera guerra de los Balcanes. Su asamblea se constituyó el mismo día mientras que su gobierno y senado se establecieron el 5 de diciembre de 1912.
La delegación de Albania presentó un memorándum a la Conferencia de Londres de 1913 solicitando el reconocimiento internacional de Albania independiente. Al comienzo de la conferencia se decidió que la región de Albania estaría bajo soberanía otomana pero con un gobierno autónomo. Las solicitudes de la delegación para un reconocimiento basado en los derechos étnicos de los albaneses fueron rechazadas y el tratado firmado el 30 de mayo de 1913 dividió la mayor parte de las tierras reclamadas entre Serbia, Grecia y Montenegro, dejando como territorio independiente sólo una región central, que fue puesta bajo la protección de las grandes potencias. Los embajadores de las seis grandes potencias se reunieron nuevamente el 29 de julio de 1913 y decidieron constituir un nuevo estado, el Principado de Albania, como monarquía constitucional. Finalmente, con la firma del Tratado de Bucarest en agosto de 1913, se estableció este nuevo estado independiente, dejando a aproximadamente el 40% de la población étnica albanesa fuera de sus fronteras.

## Nombre
El nombre del estado utilizado en el texto de la declaración de independencia de Albania es Shqipëria (en español: Albania). También se la conoce como la "Albania independiente" (en albanés: Shqipëria e Mosvarme). ), o el "Estado albanés" (en albanés: Shteti Shqiptar) o el "estado independiente de Albania" (en albanés: Shteti i pavarur shqiptar).

## Sistema político
La Albania independiente, fundada el 28 de noviembre de 1912, es el primer Estado albanés de la historia moderna. Era un estado parlamentario. Algunas fuentes se refieren a ella como la República de Albania o la República Albanesa.
Albania se convirtió en un estado independiente mediante cuatro decisiones constitucionales de la Asamblea de Vlorë adoptadas el 28 de noviembre de 1912:
1. Albania, a partir de hoy, debería ser independiente, libre y autónoma.
2. bajo un gobierno provisional
3. que se elija un consejo de ancianos (senado) para ayudar y supervisar al gobierno
4. Se enviará una comisión a Europa para defender los intereses albaneses entre las grandes potencias.

## Territorio
La autoridad del Estado se limitaba a las regiones de Vlore, Berat y Lushnje. El territorio reclamado era mucho más grande que el territorio de la Albania contemporánea y que el territorio sobre el cual el Gobierno Provisional ejercía su poder. Comprendía los territorios de Valiato de Kosovo, Valiato de Monastir, Valiato de Scutari y Valiato de Ioánima. El Tratado de Londres, firmado el 30 de mayo de 1913, redujo el territorio del Estado albanés a sus regiones centrales después de dividir una parte significativa del territorio reclamado por Albania entre los aliados de los Balcanes (una parte importante del área norte y oeste fue entregada a Serbia y Montenegro, mientras que la región sur de Chameria pasó a ser parte de Grecia). Kosovo fue entregado a Serbia en el Tratado de Londres por insistencia de Rusia.
Durante la primera guerra de los Balcanes, los reinos de Grecia, Serbia, Bulgaria y Montenegro aspiraron a incorporar toda la región a sus estados (negando completamente la independencia de Albania), por lo que la mayor parte del territorio capturado fue ocupado por sus ejércitos. Sin embargo, la Albania independiente ejerció control sobre una zona de territorio que incluía Vlore, Berat, Fier y Lushnje.

## Historia

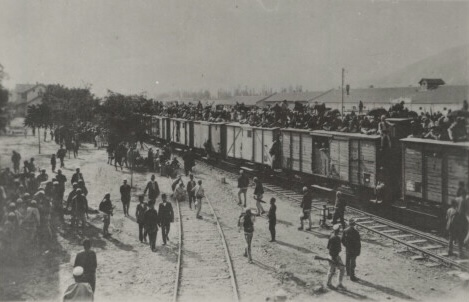
Rebeldes albaneses capturando Skopie en agosto de 1912

### Valiato albanés
Hasta septiembre de 1912, el gobierno otomano mantuvo intencionalmente a los albaneses divididos en cuatro Valiatos étnicamente heterogéneos para impedir la unificación nacional albanesa. Las reformas introducidas por los Jóvenes Turcos provocaron la revuelta albanesa de 1912, que duró de enero a agosto de 1912. En enero de 1912, Hasan Prishtina, diputado albanés en el parlamento otomano, advirtió públicamente a los miembros del parlamento que la política del gobierno de los Jóvenes Turcos conduciría a una revolución en Albania. La revuelta albanesa tuvo éxito y hasta agosto de 1912 los rebeldes lograron obtener el control de todo el Valiato de Kosovo (incluyendo Novi Pazar, Sjenica, Pristina e incluso Skopie), una parte del Valiato de Scutari (incluyendo Elbasan, Përmet y Leskovik), Konitsa en el Valiato de Ioánima y Debar en el Valiato de Monastir. El gobierno otomano puso fin a la revuelta albanesa el 4 de septiembre de 1912 al aceptar todas las demandas relacionadas con el establecimiento de un sistema autónomo unificado de administración y justicia para los albaneses dentro de un valiato: el Valiato albanés.

### Primera guerra de los Balcanes

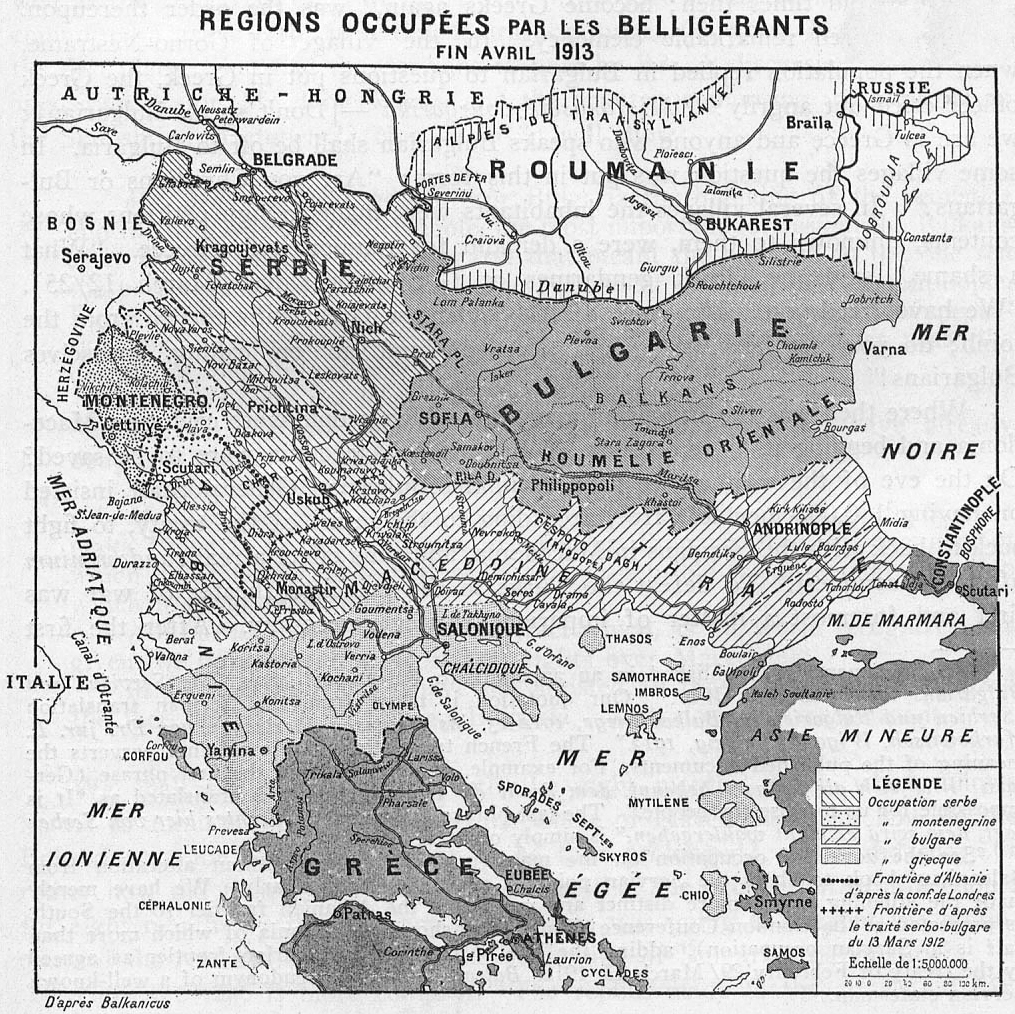
Situación en los Balcanes durante la Primera Guerra de los Balcanes, en 1914.

El éxito de la revuelta albanesa envió una fuerte señal a los países vecinos de que el Imperio Otomano era débil. Además, el Reino de Serbia se opuso al plan de un valiato albanés, prefiriendo una partición del territorio europeo del Imperio Otomano entre los cuatro aliados balcánicos. Mientras tanto se acordó que el territorio conquistado tendría el carácter de condominio.
Los líderes albaneses, incluidos Faik Konitza y Fan Noli, organizaron una gran reunión el 7 de octubre de 1913 en Boston. Decidieron que los albaneses debían "unirse plenamente con el gobierno otomano contra los enemigos del Imperio" porque "si Turquía era derrotada, los estados balcánicos destrozarían Albania".  Esa decisión era arriesgada, porque si los otomanos eran derrotados, la participación albanesa en la guerra de los Balcanes del lado otomano serviría como justificación para que los aliados de los Balcanes dividieran Albania como provincia otomana.  Los albaneses que fueron movilizados en el ejército otomano lucharon por su país y no por el Imperio otomano. 
Durante la primera guerra de los Balcanes, los ejércitos combinados de los aliados de los Balcanes superaron a los ejércitos otomanos, numéricamente inferiores y estratégicamente desfavorecidos, y lograron un rápido éxito. Ocuparon casi todos los territorios europeos restantes del Imperio Otomano, incluido el territorio del Valiato albanés.
A principios de noviembre de 1912, los líderes albaneses apelaron al emperador Francisco José I de Austria-Hungría, explicando la difícil situación en su país debido a que partes de los cuatro vilayatos también eran reclamadas por la Liga de los Balcanes que estaba presente en las tierras en disputa. Austria-Hungría e Italia se opusieron firmemente a la llegada del ejército serbio al mar Adriático porque lo percibían como una amenaza a su dominio del Adriático y temían que un puerto serbio en el Adriático pudiera convertirse en una base rusa. Ismail Kemal, que había sido diputado albanés en el Parlamento otomano, consiguió el apoyo de Austria-Hungría para la autonomía de Albania dentro del Imperio Otomano, pero no para su independencia. 

### Congreso Panalbanés
Ismail Kemal invitó a los representantes de todas las partes del Vilayet albanés a asistir al Congreso Panalbanés celebrado en Vlorë el 28 de noviembre de 1912. Al comienzo de la sesión, Kemal se refirió a los derechos albaneses amenazados, obtenidos durante las revueltas albanesas de los cuatro años anteriores, y explicó a los participantes del congreso que debían hacer todo lo necesario para salvar a Albania. Después de su discurso comenzaron a revisar los documentos porque se decidió que cada kaza de Valiato albanés contaría como un voto, independientemente del número de sus delegados. Los participantes de este congreso son considerados Padres Fundadores de Albania.

### Después de la declaración de independencia

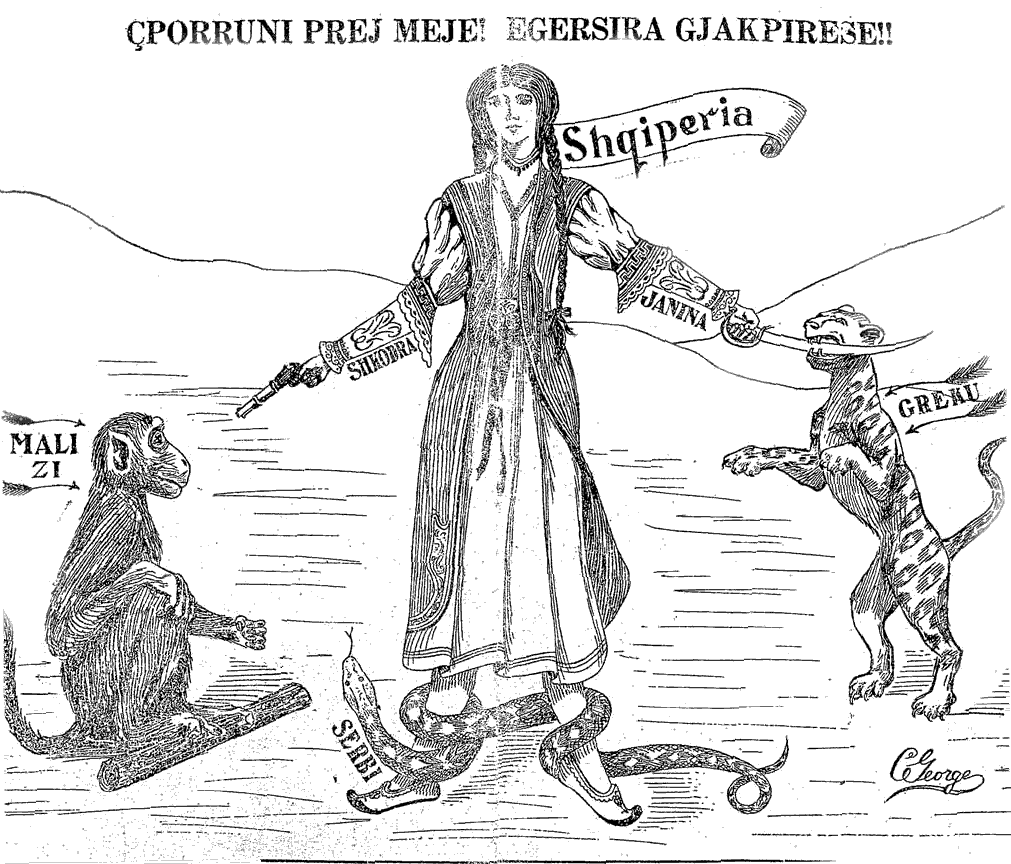
Una caricatura publicada en febrero de 1913 muestra a Albania defendiéndose de los países vecinos. Montenegro está representado como un mono, Grecia como un leopardo atacando a Ioannina y Serbia como una serpiente. Texto en albanés: "¡Huid de mí! ¡Bestias chupasangre!"

La primera notificación sobre la proclamada independencia fue enviada al mando del ejército serbio en Ohrid. El 29 de noviembre de 1912, el ejército del Reino de Serbia capturó Durrës sin ninguna resistencia y estableció el condado de Durrës con cuatro distritos (en serbio: срез): Durrës, Lezha, Elbasan y Tirana. Las nuevas autoridades serbias se enfrentaron a grandes dificultades para gobernar el nuevo condado porque todas las guarniciones militares aisladas con un pequeño número de soldados fueron destruidas en un par de días. Aunque algunos jefes tribales propusieron organizar una resistencia armada contra las tropas de Serbia en las partes ocupadas de Albania, el gobierno provisional de la Albania independiente decidió evitar bajas innecesarias y concluyó el acuerdo de Besa para mantener la armonía en el territorio ocupado.
Las relaciones internacionales de Albania comenzaron a funcionar a nivel estatal después de que se proclamara independiente y los primeros esfuerzos diplomáticos de su gobierno fueron solicitudes de reconocimiento internacional del Estado albanés. En diciembre de 1912, una delegación de Albania presentó un memorándum a la Conferencia de Londres de 1913 insistiendo en los derechos étnicos de los albaneses y solicitando un reconocimiento internacional de la Albania independiente compuesta por Kosovo, Macedonia occidental incluyendo Skopie y Bitola y todo el territorio de Epiro hasta Arta.

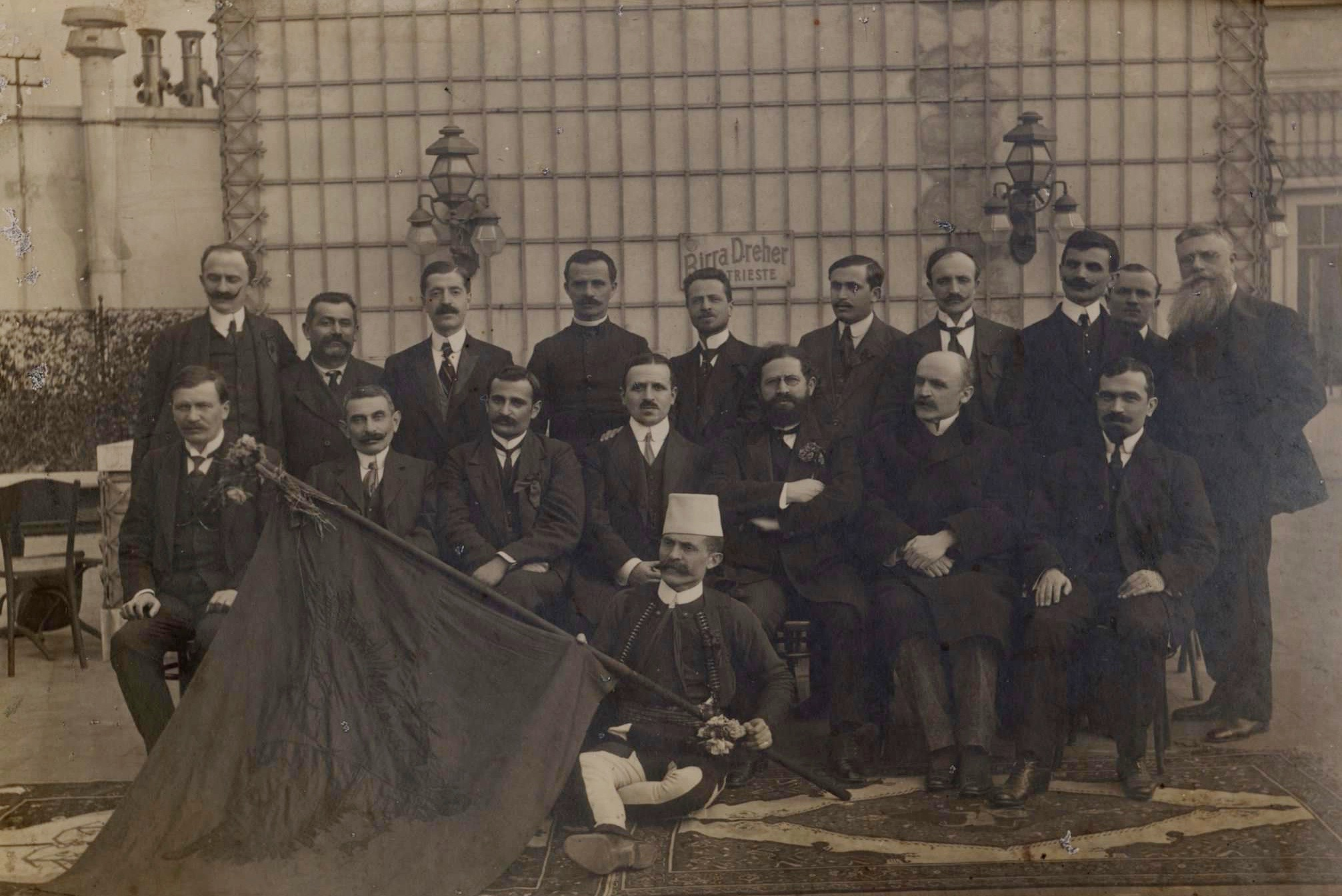
Los principales delegados del Congreso Albanés de Trieste con su bandera nacional, 1913.

Alrededor de 120 políticos e intelectuales notables de Albania asistieron al Congreso Albanés de Trieste del 27 de febrero al 6 de marzo de 1913 y solicitaron a las grandes potencias el reconocimiento de la independencia política y económica de Albania. Isa Boletini e Ismail Kemal viajaron a Londres en marzo de 1913 para obtener el apoyo de Gran Bretaña para su nuevo país. El 6 de marzo, Ioannina fue capturada por las fuerzas del Reino de Grecia. En marzo de 1913, un grupo de 130 (o 200) soldados del Reino de Serbia fueron asesinados cerca de Prizren por irregulares albaneses en un acto de venganza por la represión del ejército serbio.
En abril de 1913, el ejército del Reino de Serbia se retiró de Durrës pero permaneció en otras partes de Albania. Por otra parte, el Reino de Montenegro logró capturar Shkodër el 23 de abril de 1913 después de seis meses de asedio. Sin embargo, cuando la guerra terminó, las grandes potencias no adjudicaron la ciudad al Reino de Montenegro, que se vio obligado a evacuarla en mayo de 1913.
En mayo de 1913, los delegados de Albania en Londres solicitaron un soberano británico y consideraron ofrecer el trono albanés a Aubrey Herbert.

### Tratado de Londres (1913)

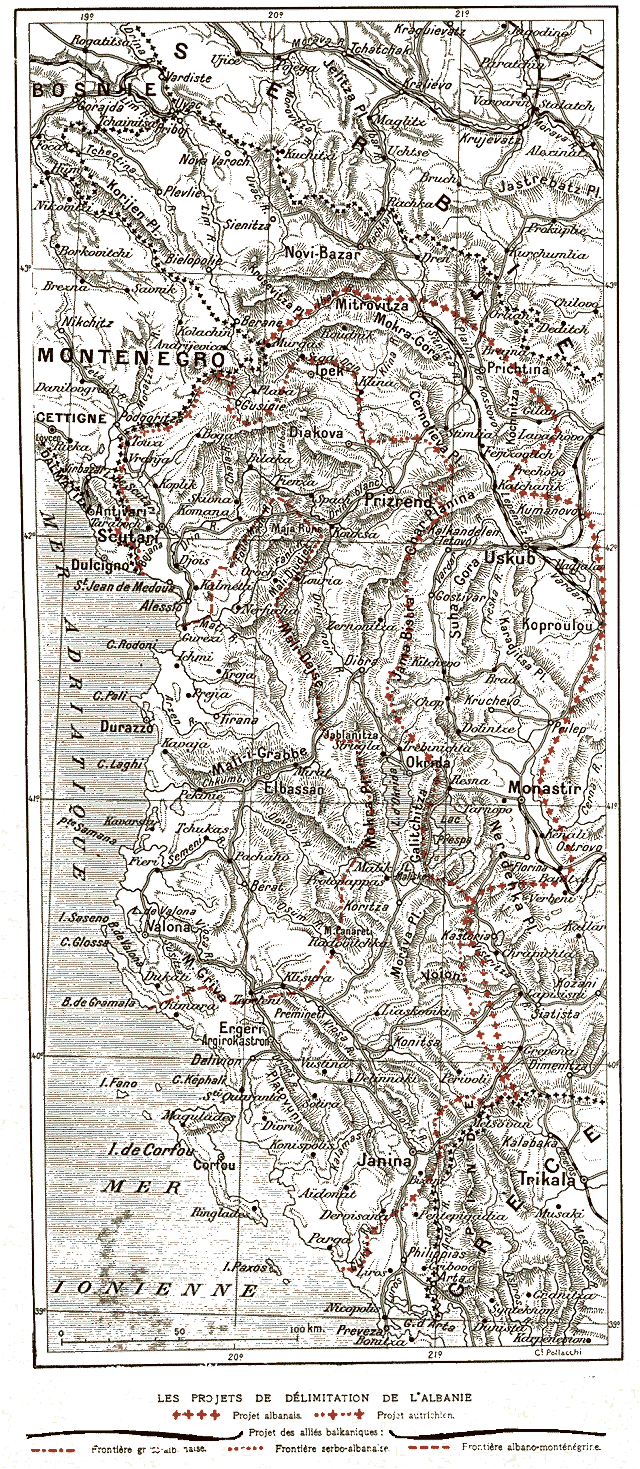
Varias fronteras para Albania propuestas durante la Conferencia de Londres de 1912-1913

Las grandes potencias no cumplieron las solicitudes de reconocimiento de Albania. Al comienzo de la Conferencia de Londres, en diciembre de 1912, los embajadores de las seis grandes potencias rechazaron el plan de establecer una Albania independiente.  En lugar de ello, decidieron que Albania quedaría bajo soberanía otomana pero con un gobierno autónomo. Cuando se hizo evidente que el Imperio Otomano perdería toda Macedonia y su conexión territorial con Albania, las grandes potencias se dieron cuenta de que tenían que cambiar su decisión. 
El Tratado de Londres, firmado el 30 de mayo de 1913, repartió una parte significativa del territorio reclamado por Albania, independientemente de su composición étnica, entre los aliados de los Balcanes, reduciendo el territorio de Albania a sus regiones centrales. 

### Después del tratado de Londres
En septiembre de 1913, la Albania independiente apoyó y ayudó en secreto el levantamiento de Ohrid-Debar porque Ismail Kemal pensaba que la Albania independiente era demasiado débil para enfrentarse abiertamente al Reino de Serbia. Kemal ordenó un ataque simultáneo de las fuerzas albanesas dirigidas por Isa Boletini y Bajram Curri a la región de Prizren. Peshkopi fue capturado el 20 de septiembre de 1913. Los albaneses y búlgaros locales expulsaron al ejército y a los funcionarios serbios, creando una línea de frente 15 km al este de Ohrid. En Ohrid se creó una administración local.  El ejército serbio, compuesto por 100.000 soldados regulares, reprimió el levantamiento en varios días. Miles de personas murieron y decenas de miles de habitantes locales huyeron a Bulgaria y Albania para salvar sus vidas. Según el Informe de la Comisión Internacional del Fondo Carnegie para la Paz Internacional, el número de albaneses que buscaron refugio fue de 25.000. 
El 16 de octubre de 1913, Essad Pasha Toptani, que también había sido diputado albanés en el parlamento otomano, estableció la República de Albania Central con su centro administrativo en Durrës. El estado de Toptani también duró poco y no fue reconocido; su territorio estaba delimitado por los ríos Mat en el norte y Shkumbin en el sur. Dividió aún más el territorio ya truncado de Albania. Toptani impugnó el estatus del gobierno provisional y negó que el gobierno de Kemal fuera legítimo, enfatizando que era "la creación personal de un número de hombres". En julio de 1913, Ismail Kemal intentó calmar a Toptani nombrándolo ministro del Interior, pero sin resultado. Toptani también fue obligado por las grandes potencias, como Kemal poco antes, a retirarse el 1 de febrero de 1914.

## Política

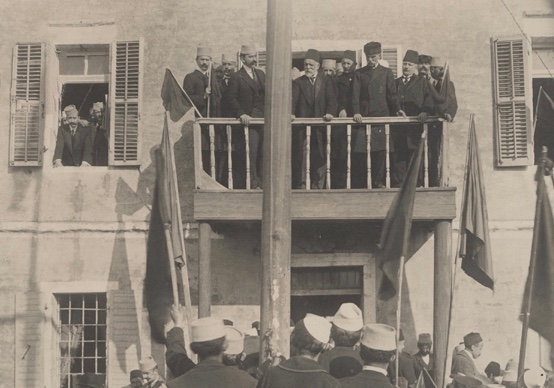
Ismail Kemal y su gabinete durante la celebración del primer aniversario de la independencia en Vlorë el 28 de noviembre de 1913

### Declaración de la independencia
Al comienzo de la sesión, Ismail Kemal enfatizó que la única manera de evitar la división del territorio de Albania entre los aliados de los Balcanes era establecerlo como un estado independiente, separado del Imperio Otomano.  La propuesta de Kemal fue aceptada por unanimidad y se decidió firmar la declaración de independencia de Albania en nombre de la Asamblea constituida de Vlorë (en albanés: Kuvendi i Vlorës ), cuyos miembros eran representantes de todas las regiones de Albania. Con la declaración de independencia albanesa, la Asamblea de Vlorë rechazó la autonomía concedida por el Imperio Otomano al Valiato albanés, proyectada un par de meses antes. Se llegó a un consenso en favor de la independencia completa.

Vlora, el 28 de noviembre de 1912.
Tras el discurso pronunciado por el Presidente, Ismail Kemal Bey, en el que habló de los grandes peligros que enfrenta Albania hoy, todos los delegados han decidido por unanimidad que Albania, a partir de hoy, debe ser independiente, libre e independiente.
Declaración de Independencia de Albania

Luego se suspendió la sesión y los miembros de la recién constituida Asamblea Nacional se dirigieron a la casa de Ismail Kemal, quien izó la bandera de Skanderbeg en el balcón de su casa, frente al pueblo reunido.

### Gobierno y Senado
La formación del gobierno se pospuso hasta la cuarta sesión de la Asamblea de Vlorë, celebrada el 4 de diciembre de 1912, hasta que los representantes de todas las regiones de Albania llegaran a Vlorë. Durante esa sesión los miembros de la Asamblea establecieron el Gobierno Provisional de Albania. Fue un gobierno formado por diez miembros, dirigido por Ismail Kemal, hasta su dimisión el 22 de enero de 1914.  La Asamblea estableció el Senado (Albanian) con funciones consultivas para el gobierno, estaba integrado por 18 miembros de la Asamblea. 
Ismail Kemal fue nombrado primer ministro de la Albania independiente. En la misma sesión celebrada el 4 de diciembre de 1912, la Asamblea nombró a los demás miembros del Gobierno:
- Primer Ministro (y jefe de Estado de facto): Ismail Kemal
- Viceprimer Ministro: Dom Nikollë Kaçorri
- Ministro de Asuntos Exteriores (provisional): Ismail Kemal
- Ministro del Interior: Myfit Bej Libohova (en julio de 1913 Essad Pasha Toptani)
- Ministro de Guerra: General Mehmet Pashë Derralla (de Tetovo en Macedonia)
- Ministro de Finanzas: Abdi Toptani
- Ministro de Justicia: Petro Poga
- Ministro de Educación: Luigj Gurakuqi
- Ministro de Servicios Públicos: Mit'hat Frashëri (de Ioannina en Grecia)
- Ministro de Agricultura: Pandeli Cale
- Ministro de Correos y Telégrafos: Lef Nosi

### Servicios públicos

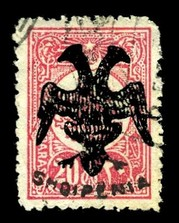
Sello postal de la Albania independiente, 16 de junio de 1913.

Una semana después de proclamarse la independencia de Albania, se creó su primer Ministerio de Correos y Telégrafos, con Lef Nosi como ministro. La Albania independiente se hizo cargo de las oficinas de correos otomanas y realizó importantes esfuerzos para que el servicio postal albanés fuera identificable. Las oficinas de correos de la Albania independiente utilizaron los sellos postales otomanos hasta finales de abril y principios de mayo de 1913, cuando fueron reemplazados por los sellos postales de Albania con el nombre del lugar en la parte superior del sello y el nombre del estado, Albania (Shqipenie ), en la parte inferior. El 5 de mayo de 1913 se pusieron en circulación los primeros sellos postales de Albania. El 7 de julio de 1913 Albania presentó una solicitud oficial de adhesión a la Unión Postal Universal (UPU). La solicitud fue rechazada y Albania no se convertiría en miembro de la UPU hasta 1922.
Después de que Albania logró su independencia del Imperio Otomano en 1912, su sistema legal continuó funcionando bajo el Código Civil Otomano Mejelle durante algún tiempo.
Desde el 28 de noviembre de 1912 hasta 1926 el gobierno albanés no acuñó ninguna moneda. Las transacciones se realizaban en monedas de oro y plata de otros países, mientras que la unidad de cuenta oficial era el franco de la Unión Monetaria Latina.
Hasta 1912, el sistema educativo en Albania dependía de instituciones religiosas. Los musulmanes asistían a escuelas otomanas, la población ortodoxa asistía a escuelas griegas o armenias, los católicos asistían a escuelas italianas o austriacas, mientras que en los distritos cercanos a los estados eslavos, la población asistía a escuelas serbias o búlgaras. Cuando Albania fue declarada independiente en 1912, su gobierno tomó medidas para cerrar escuelas extranjeras y abrir escuelas albanesas. Entre 1912 y 1914, debido a la inestabilidad política y al estallido de la Primera Guerra Mundial, no hubo muchas oportunidades ni tiempo para el progreso de la educación nacional. La primera escuela laica se abrió en Shkoder en 1913.

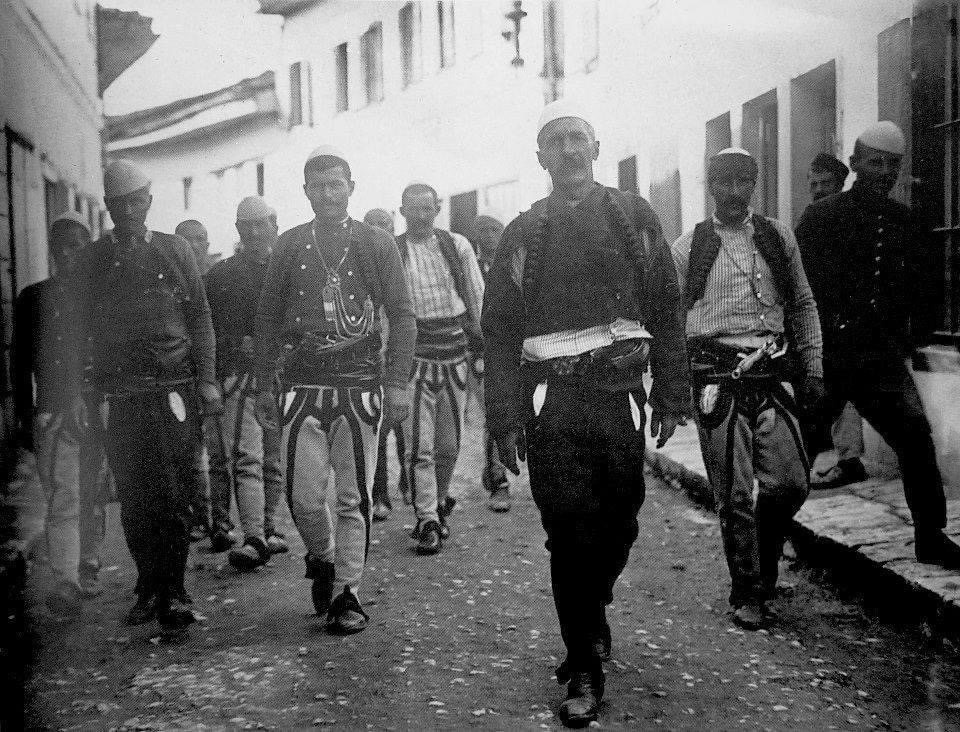
Isa Boletini con hombres de Kosovo en las calles de Vlorë en 1912

Un grupo de combatientes de Kosovo dirigido por Isa Boletini fue el primer núcleo de las fuerzas armadas de Albania establecido el 4 de diciembre de 1912. Las fuerzas otomanas apoyaron al gobierno de Albania independiente hasta principios de 1913, aunque los otomanos no reconocieron su independencia.
Las fuerzas de seguridad (gendarmería y policía albanesa) de la Albania independiente se establecieron el 13 de enero de 1913. Alrededor de 70 antiguos oficiales otomanos fueron contratados como agentes de las unidades de aplicación de la ley de la Albania independiente. El primer director de la policía albanesa fue Halim Jakova-Gostivari, mientras que los primeros comandantes de la gendarmería fueron Alem Tragjasi, Hysni Toska, Sali Vranishti y Hajredin Hekali. Los uniformes de la policía albanesa eran de color gris y verde, y los cuellos eran rojos y negros.

## Economía
La economía de Albania después de convertirse en estado independiente en 1912 se basaba en una agricultura y ganadería primitivas, sin una industria significativa y con poco comercio internacional. A partir de 1912, Albania inició actividades encaminadas a implementar una reforma agraria que transferiría la propiedad de las tierras cultivables de los grandes terratenientes a los campesinos.

## Secuelas

Fronteras del Principado de Albania, reconocidas por el Tratado de Bucarest.

Los Tratados de Londres y Bucarest abordaron los ajustes territoriales finales derivados de la conclusión de las guerras de los Balcanes. Tras la firma del Tratado de Londres, los embajadores de las seis grandes potencias decidieron constituir un nuevo estado, Albania, como principado hereditario.

Punto 1. Albania se constituye en un principado autónomo, soberano y hereditario por derecho de primogenitura, garantizado por las seis Potencias. El soberano será designado por las seis Potencias.
Decisión de los embajadores de las seis grandes potencias adoptada el 29 de julio de 1913 durante la 54ª reunión de la «Conferencia de Embajadores»

Las grandes potencias se negaron a reconocer al Gobierno Provisional de Albania y, en su lugar, organizaron la Comisión Internacional de Control (CCI) para encargarse de la administración del principado recién establecido hasta la llegada del nuevo monarca. El primer organismo encargado de hacer cumplir la ley del nuevo principado fue la Gendarmería Internacional.
El Tratado de Bucarest, firmado el 10 de agosto de 1913, estableció a Albania, reconocida internacionalmente, como un estado independiente. La creación del Estado albanés en 1913 después de las guerras de los Balcanes fue su único resultado político.
Un complot del gobierno de los Jóvenes Turcos, dirigido por Bekir Fikri, para restaurar el control otomano sobre Albania mediante la instalación de un oficial albano-otomano, Ahmed Izzet Pasha, como monarca, fue descubierto por los serbios y reportado a la CPI. Ismail Kemal apoyó el complot para obtener ayuda militar contra Serbia y Grecia. La CPI permitió a sus oficiales holandeses que servían como Gendarmería Albanesa declarar el estado de emergencia y detener el complot. Los turcos atacaron Vlorë el 7 y 8 de enero de 1914, descubrieron más de 200 tropas otomanas y arrestaron a Fikri. Durante el juicio a Fikri, el complot salió a la luz y un tribunal militar de la CPI dirigido por el coronel Willem de Veer lo condenó a muerte y más tarde conmutó la pena por cadena perpetua, mientras que Kemal y su gabinete dimitieron. Después de que Kemal abandonó el país, se desató la agitación en toda Albania.
Después de una demostración de independencia del gobierno de Kemal, las grandes potencias se enojaron y la Comisión Internacional e Control obligó a Kemal a hacerse a un lado y abandonar Albania.

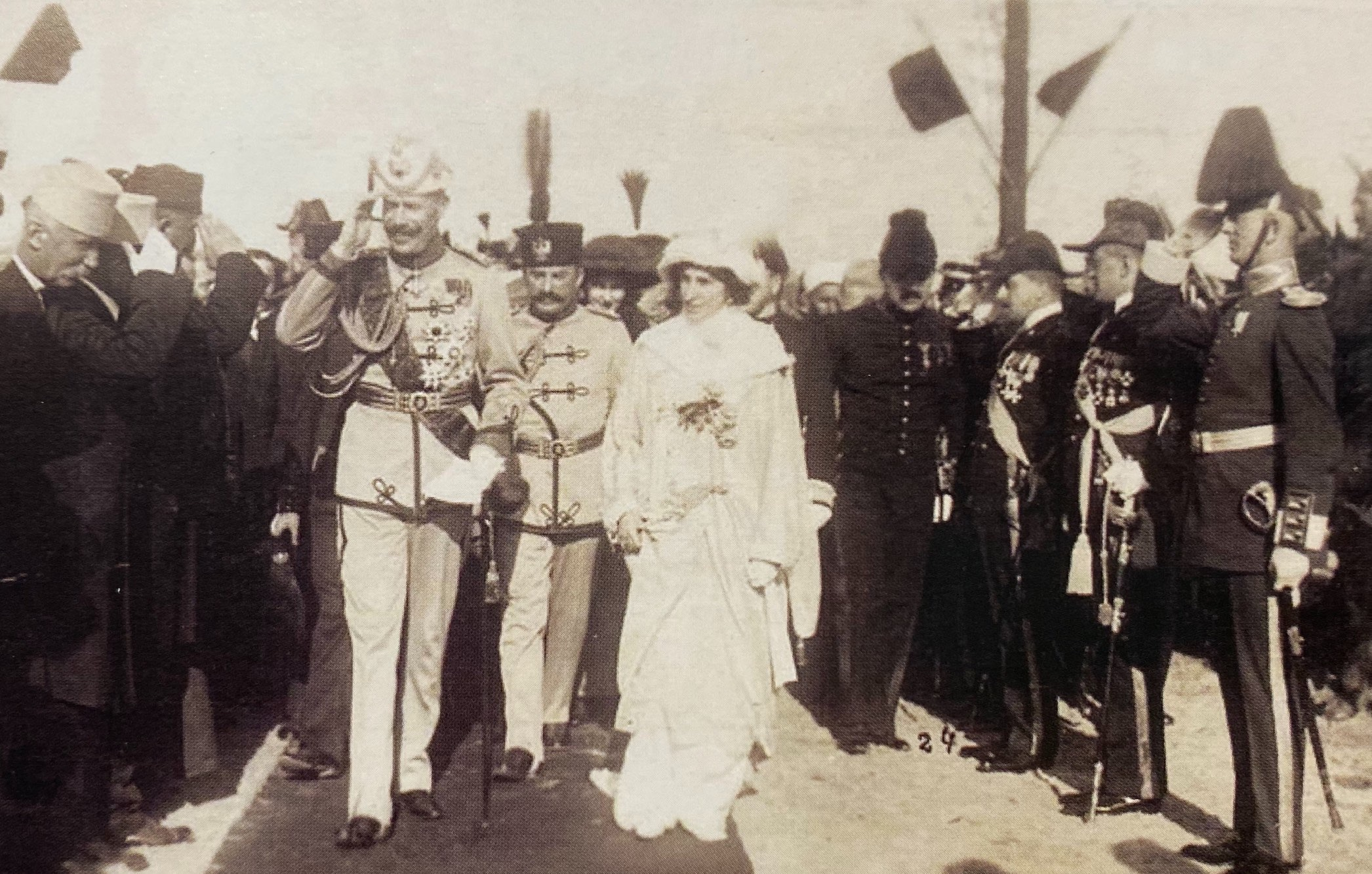
Guillermo, Príncipe de Albania y su esposa, la Princesa Sofía de Albania, llegan a Durrës, Albania, el 7 de marzo de 1914.

En 1914, después de una asunción gradual de la administración del país, la Comisión Internacional de Control preparó un borrador de la constitución (en albanés: Statuti Organik) con 216 artículos. Fue la base para la creación de la Asamblea Nacional con poder legislativo en Albania, concebida como una monarquía constitucional hereditaria.  Según la constitución, el nuevo principado tendría, con pocas excepciones, la misma organización administrativa que durante la soberanía del Imperio otomano. Se dividiría en siete distritos administrativos, cada uno de los cuales elegiría tres representantes para la Asamblea Nacional por sufragio directo. El príncipe nombraría a diez representantes y los jefes de las tres religiones (islámica, ortodoxa y católica) también serían representantes en la Asamblea nacional, que tendría un mandato de cuatro años. El Consejo de Ministros, con poderes ejecutivos, sería designado por el príncipe. Después de que la forma monárquica de gobierno fuera instaurada por la Comisión Internacional de Control en 1914, el sistema político de Albania pasó a ser una monarquía.
El grupo más grande de albaneses que quedaron fuera del nuevo estado fueron los albaneses de Kosovo, la cuna del nacionalismo albanés del siglo XIX. La Alemania nazi y la Italia fascista explotaron el descontento de los albaneses por las fronteras étnicas inexactas.

## Conmemoraciones
Desde que Albania fue declarada independiente el 28 de noviembre de 1912, cada 28 de noviembre es conmemorado por todos los albaneses (dondequiera que vivan en el mundo) como su Día de la Independencia. En la República de Albania, el día se celebra como festivo. En la República de Kosovo, el día es un feriado público oficial desde una decisión de 2011 del gabinete del primer ministro Hashim Thaçi.
Las actas de la conferencia dedicada al 70 aniversario de la independencia de Albania, organizada en noviembre de 1982 por la Academia de Ciencias de Albania, se titulaban "Las fuerzas nacionales contra el dictado imperialista en la organización del Estado albanés, 1912-1914: Informe ". En 1992 la Academia de Ciencias de Albania organizó una conferencia dedicada al 80 aniversario de la Albania independiente y publicó un documento titulado: "La organización del gobierno, el sistema judicial y el ejército de Albania (1912-1914) ". El año 2012 es el año del centenario de la Independencia de Albania. El día de apertura de la celebración, que duró un año, fue el 17 de enero de 2012 durante una ceremonia solemne celebrada en el Parlamento de Albania a la que asistieron representantes albaneses de la República de Kosovo, Macedonia, Montenegro, Preševo y Bujanovac, quienes se unieron ese día como si lo hubieran hecho hace 100 años.
El Ministerio de Turismo, Cultura, Juventud y Deportes convocó el 22 de diciembre de 2011 el « Concurso internacional para la realización de una obra escultórica monumental dedicada al «100º aniversario de la Declaración de Independencia del Estado de Albania: 28 de noviembre de 1912 – 28 de noviembre de 2012» ».

## Galería

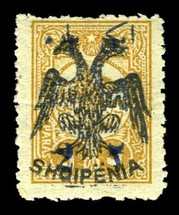
16 de junio de 1913
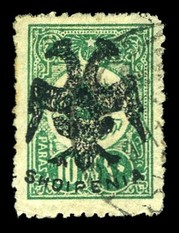
16 de junio de 1913
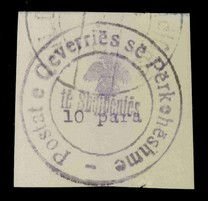
25 de octubre de 1913
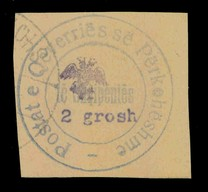
25 de octubre de 1913
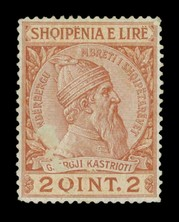
1 de diciembre de 1913